# Кретоміно
Кретоміно (пол. Kretomino) — село в Польщі, у гміні Маново Кошалінського повіту Західнопоморського воєводства.
Населення — 900 осіб (2011).
У 1975-1998 роках село належало до Кошалінського воєводства.

## Демографія
Демографічна структура станом на 31 березня 2011 року:
|          | Загалом | Допрацездатний вік | Працездатний вік | Постпрацездатний вік |
| -------- | ------- | ------------------ | ---------------- | -------------------- |
| Чоловіки | 454     | 83                 | 344              | 27                   |
| Жінки    | 446     | 100                | 296              | 50                   |
| Разом    | 900     | 183                | 640              | 77                   |